# Distrito de Satara
Satara (en maratí; सातारा जिल्हा ) es un distrito de India, parte de la división de Pune en el estado de Maharastra . 
Comprende una superficie de 10 484 km².
El centro administrativo es la ciudad de Satara.

## Demografía
Según censo 2011 contaba con una población total de 3 003 922 habitantes.